# Antonio Álvarez Giráldez
Antonio Álvarez Giráldez (Marchena, provincia de Sevilla, 10 de abril de 1955) es un exfutbolista y entrenador español. Actuaba en la posición de defensa central y el último equipo al que dirigió en su etapa como preparador fue el Sevilla FC, de la Primera División de España. Es el IX "Dorsal de Leyenda", máxima distinción que concede el Sevilla FC a sus exfutbolistas. Actualmente es director de la Escuela de Football Antonio Puerta.

## Trayectoria

### Como jugador
Con 18 años llegó al Sevilla FC, incorporándose al Sevilla Atlético. En su segunda temporada en el filial, comenzó a destacar, siendo convocado por el entrenador del primer equipo, Roque Olsen.  Su debut con el primer plantel se produjo en la temporada 1975/76, llegando a anotar un gol en los ocho partidos que disputó.
Apodado el Kaiser o el Mariscal del área, en los años ochenta, se convierte en un indiscutible titular del equipo. En total, durante su trayectoria como jugador del Sevilla F.C., disputó un total de 370 partidos oficiales. En la temporada 1987/88, con 33 años de edad, Álvarez decide fichar por el CD Málaga. En el club malaguista permanece hasta el año 1992, cuando decide marcharse para formar parte del Granada CF, que militaba en 2.ª División B por aquel entonces. Antonio Álvarez jugó hasta la edad de 40 años y se retiró para dedicarse a ser entrenador.
Aunque fue convocado por la selección española para un partido clasificatorio para la Eurocopa 1984, una lesión le impidió debutar.
En 2016, el Sevilla F.C. nombró a Antonio Álvarez IX Dorsal de Leyenda de la entidad, máximo galardón que otorga el club hispalense a sus exjugadores.

### Como entrenador
Considerado un hombre de la casa por el Sevilla FC, trabajó para la entidad como segundo entrenador de Joaquín Caparrós y de Juande Ramos. Pasó a formar parte de la dirección deportiva, en 2008, hasta marzo de 2010. En esta fecha, tras la destitución del entrenador Manolo Jiménez, y tras no llegar a un acuerdo el club hispalense con Luis Aragonés, el sevillano coge las riendas del primer equipo como entrenador del Sevilla FC, en principio hasta final de temporada.
El 25 de mayo de 2010, tras lograr la clasificación del equipo sevillista para la Liga de Campeones de la UEFA y proclamarse campeón de la Copa, fue anunciada en la página oficial del club la renovación de su contrato por una temporada más.
Sin embargo, el 26 de septiembre de ese año, fue destituido de su cargo tras no superar la previa de la Champions y al empatar su equipo ante el Hércules CF en la 5.ª jornada de Liga; sustituyéndole Gregorio Manzano, exentrenador del RCD Mallorca.
En abril de 2018, tras la destitución de Vincenzo Montella, pasa a ser segundo entrenador de Joaquín Caparrós en el  Sevilla F.C. hasta final de temporada, situación que se repitió tras el cese de Pablo Machín el 15 de marzo de 2019.

## Clubes

### Como jugador
| Club             | País   | Año       |
| ---------------- | ------ | --------- |
| Sevilla Atlético | España | 1973-1975 |
| Sevilla FC       | España | 1975-1988 |
| CD Málaga        | España | 1988-1992 |
| Granada CF       | España | 1992-1995 |

### Como entrenador
| Club                            | País   | Año       |
| ------------------------------- | ------ | --------- |
| Sevilla FC (segundo entrenador) | España | 2000-2007 |
| Sevilla FC                      | España | 2010-2011 |
| Sevilla FC (segundo entrenador) | España | 2018-2019 |

## Palmarés
Durante su etapa como segundo entrenador del Sevilla FC, bajo la dirección de Juande Ramos, consiguió:
| Título                 | Club       | País   | Año  |
| ---------------------- | ---------- | ------ | ---- |
| Copa de la UEFA        | Sevilla FC | España | 2006 |
| Supercopa de Europa    | Sevilla FC | España | 2006 |
| Copa de la UEFA        | Sevilla FC | España | 2007 |
| Copa del Rey de Fútbol | Sevilla FC | España | 2007 |
| Supercopa de España    | Sevilla FC | España | 2007 |

Durante su etapa como entrenador del Sevilla FC, consiguió:
| Título       | Club       | País   | Año  | Imagen |
| ------------ | ---------- | ------ | ---- | ------ |
| Copa del Rey | Sevilla FC | España | 2010 |        |